# Akabosia matsudoensis
Genre
Espèce
Akabosia matsudoensis, unique représentant du genre Akabosia, est une espèce de collemboles de la famille des Entomobryidae.

## Distribution
Cette espèce se rencontre en Asie.

## Publication originale
- Kinoshita, 1919 : A new genus of Entomobryidae from Japan. Dobutsugaku Zasshi Tokyo, vol. 31, p. 1-20.